# Und was bekam des Soldaten Weib
Und was bekam des Soldaten Weib is een lied gecomponeerd door Kurt Weill op een tekst van Bertolt Brecht. Het is een protestlied tegen de oorlog in zijn algemeen, maar ook de dubbelzinnigheid daarvan. Het lied is geschreven voor zangstem en piano.
Het lied gaat over een soldaat in de Tweede Wereldoorlog die overal moet vechten. Hij komt daardoor terecht in diverse steden en stuurt cadeaus naar huis. Zijn vrouw ontvangt de meest luxe zaken: vanuit Praag komen schoenen met hoge hakken, vanuit Oslo een bontkraag, vanuit Rotterdam een hoed, vanuit Brussel kant, vanuit Parijs een zijden japon, vanuit Boekarest een geborduurd en parmantig shirt. Echter vanuit Rusland kwam een "rouwsluier" (qua tijd is het lied geschreven voordat de Slag om Stalingrad plaatsvond).
Hanns Eisler schreef muziek bij de tekst en gaf het de titel Ballade vom Weib des Nazisoldaten. Weill kwam met een versie voor piano en zangstem. Ook popartiesten waagden zich aan dit lied. De bekendste versie daarvan is die van PJ Harvey (The ballad of the soldier’s wife). En Iain Matthews en Elliott Murphy namen het nummer op voor het album La terre commune.
In de Engelstalige versie van Marianne Faithfull uit 1985 is het gebombardeerde Rotterdam vervangen door 'Amsterdam'. Dit is later door andere artiesten overgenomen. 